# Emblematica evangelica
De Emblematica evangelica ad XII signa codestica is een in leder gebonden emblemataboek met 13 originele ontwerptekeningen van de hand van Hans Bol (1534-1593). 

## Context
Hans Bol was een veelzijdige kunstenaar en actief als kunstschilder, tekenaar, 
miniaturist, etser en ontwerper in zowel Mechelen als Antwerpen. Tijdens de tweede helft van de 16e eeuw bloeide Antwerpen uit tot het Europese centrum van de prentkunst en productie bij uitstek. Het is in deze context dat we deze prentenreeks door de hand van Hans Bol moeten situeren.   
Het boek verzamelt de ontwerptekeningen van Hans Bol die gemaakt zijn voor de emblematische reeks Emblemata evangelica ad XII signa codestica. De platen zelf werden gegraveerd door de Antwerpse graveur Adriaen Collaert (1560-1618) en uitgegeven in Antwerpen bij Jan Sadeler in 1585.
Op de 12 tekeningen stelt Hans Bol de 12 maanden van het jaar voor waarbij elke prent een seizoensgebonden tafereel voorstelt, gegrepen uit het dagelijks leven van die tijd. Daarnaast wordt elke tekening gekroond met het symbool van de dierenriem van het astrologisch teken dat de Zon omstreeks de derde week van die maand binnengaat. Het plaatsen van de taferelen in een breed en panoramisch landschap komt verder uit de traditie van Bruegel. Vernieuwend aan de taferelen is dat er op de voorgrond ook wordt verwezen naar een scène uit het Nieuwe testament:
- januari: De engel zegt Jozef weg te gaan en de vlucht naar Egypte (dierenriemteken Waterman)
- februari: Jezus duidt zijn volgelingen aan (dierenriemteken Vissen)
- maart: De parabel van de wijngaard (dierenriemteken Ram)
- april: De parabel van de zaaier (dierenriemteken Stier)
- mei: Jezus en de Samaritaanse vrouw (dierenriemteken Tweelingen)
- juni: De parabel van de rijke dwaas (dierenriemteken Kreeft)
- juli: Jezus als goede herder (dierenriemteken Leeuw)
- augustus: Jezus discussiërende met de Farizeeën over het plukken van de korenaren op de sabbat.
- september: De parabel van de dorre vijgenboom
- oktober: De parabel van de wijngaard en de onrechtvaardige pachters
- november: De parabel van het Koninklijke bruiloftsmaal
- december: Maria en Jozef worden niet toegelaten in de herberg.

In 2014 werd het werk op een veiling in Londen verworven door het Erfgoedfonds van de Koning Boudewijnstichting waarna het in bruikleen werd toevertrouwd aan het Prentenkabinet van de Koninklijke Bibliotheek, Brussel.

## Tentoonstellingen
- 2019: Van Floris tot Rubens - KMSKB.[2][3]

## Galerij

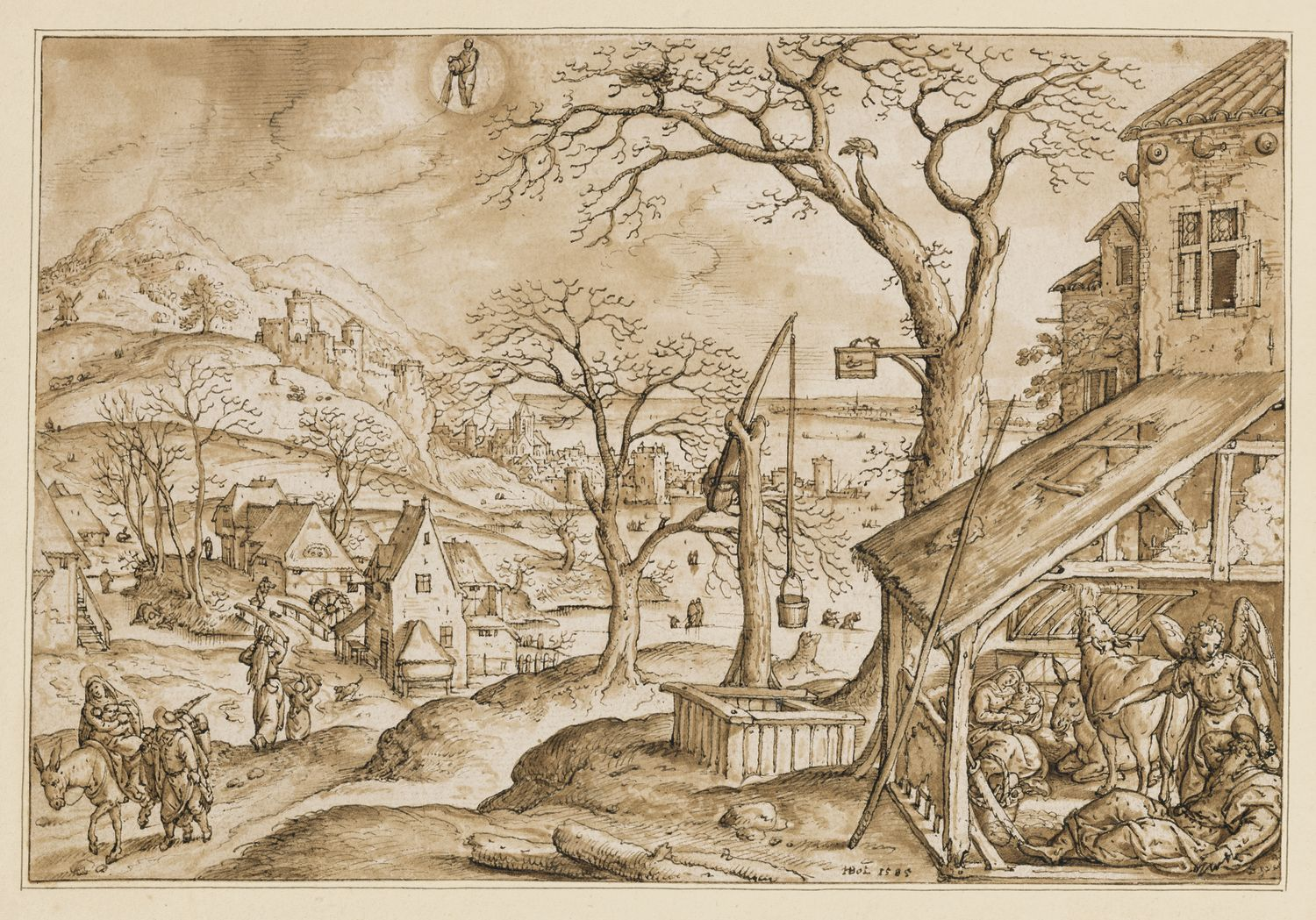
Januari - De engel zegt Jozef weg te gaan en de vlucht naar Egypte (1585)
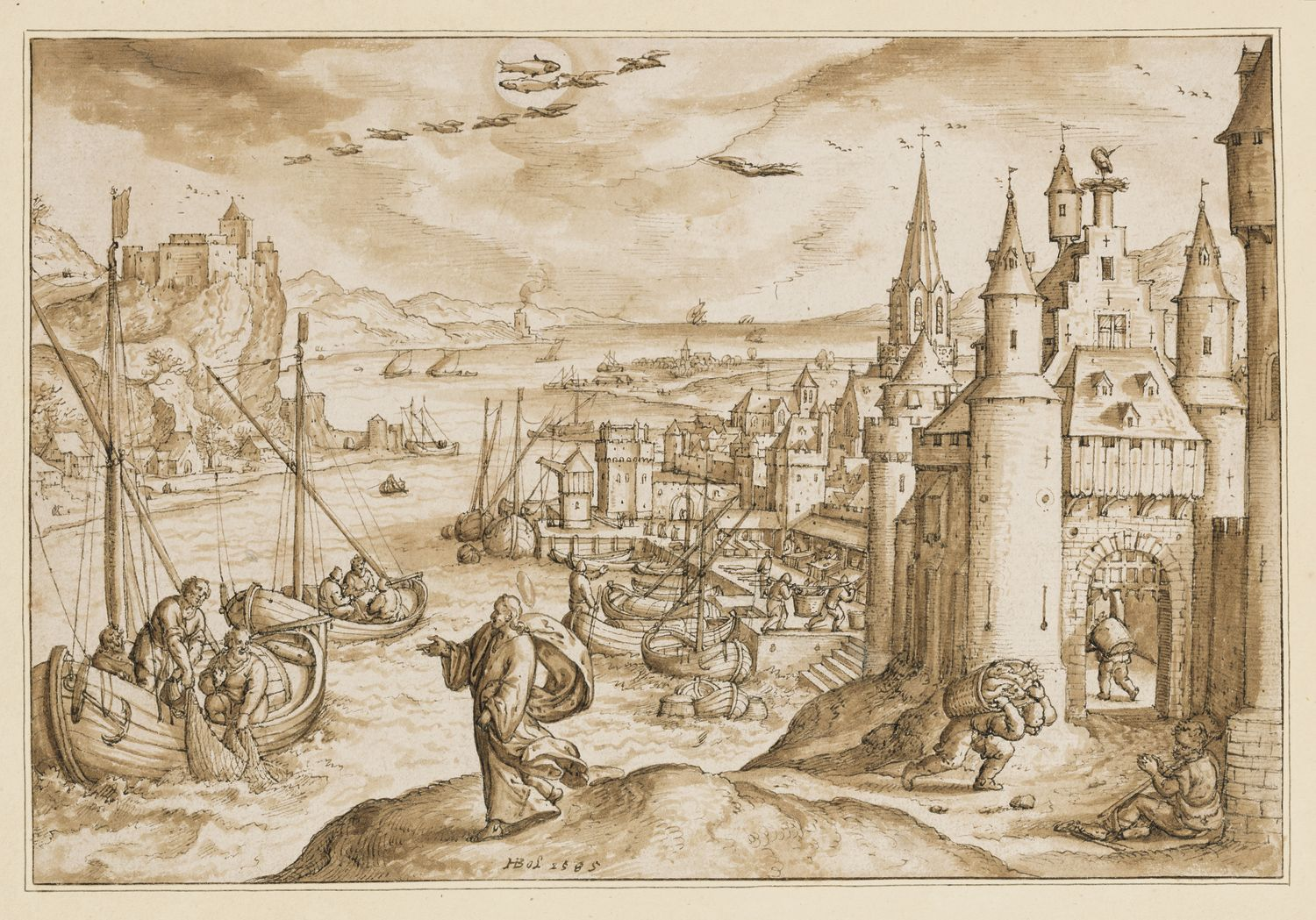
Februari - Jezus duidt zijn volgelingen aan (1585)
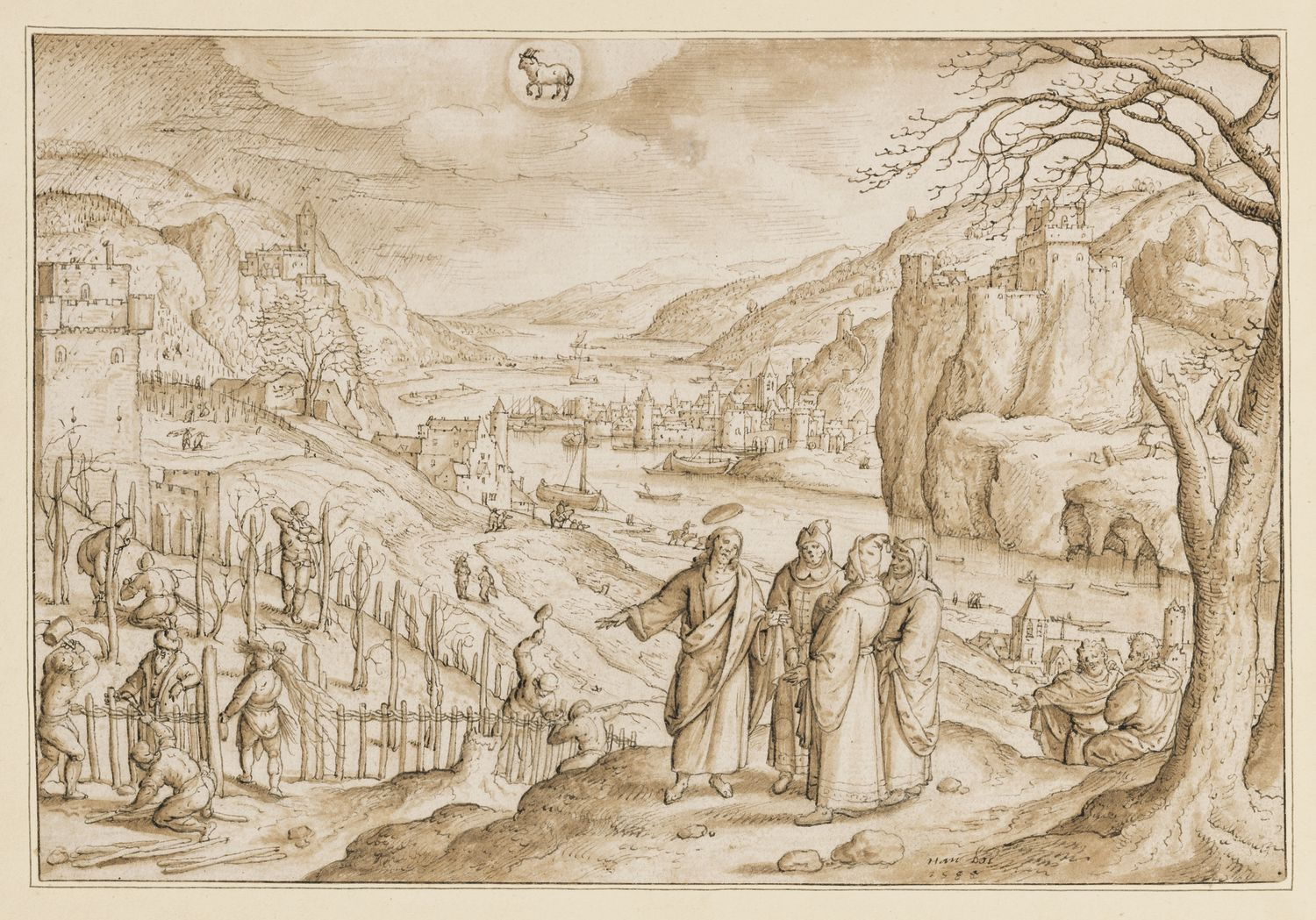
Maart - De parabel van de wijngaard (1585)
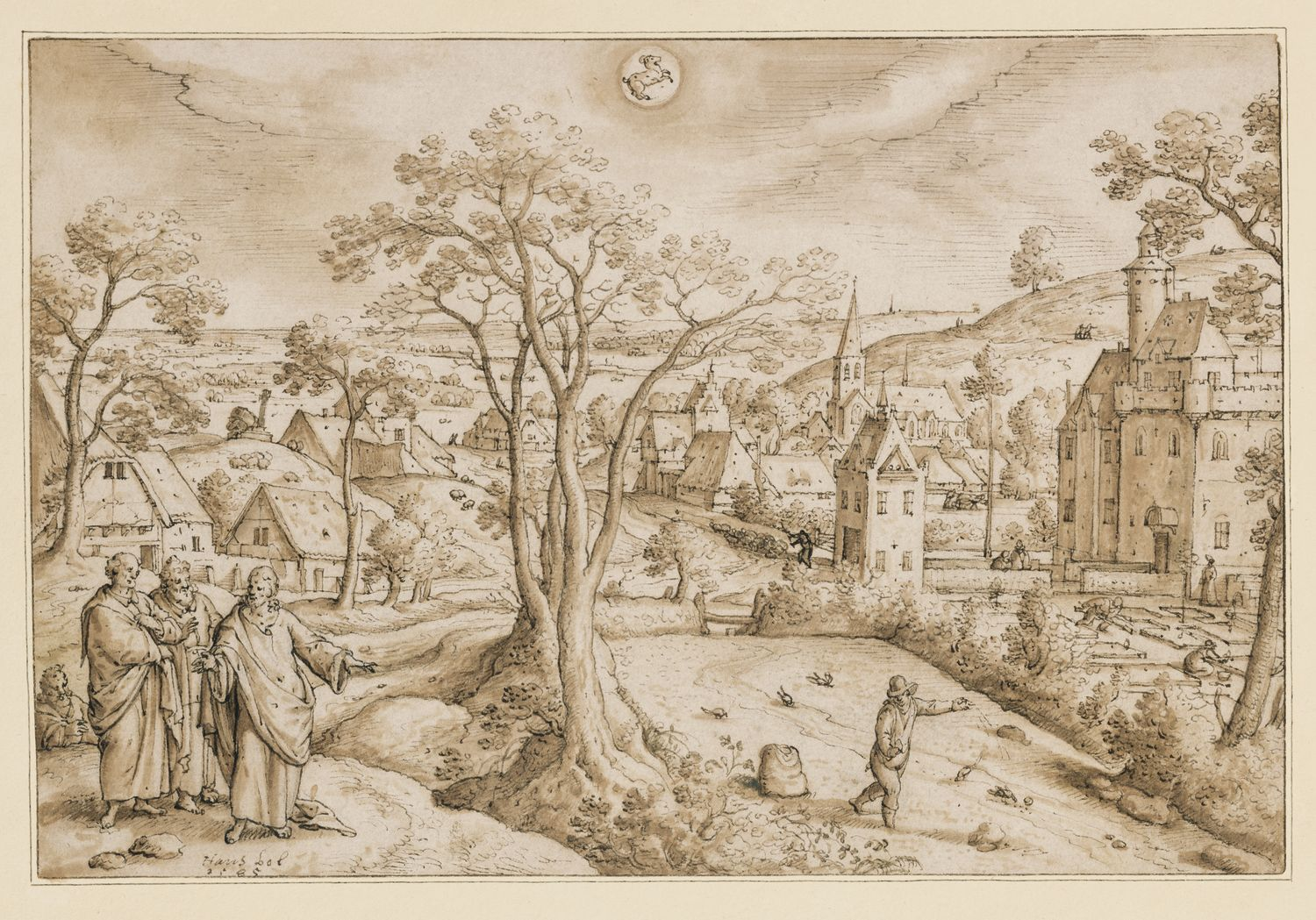
April - De parabel van de zaaier (1585)
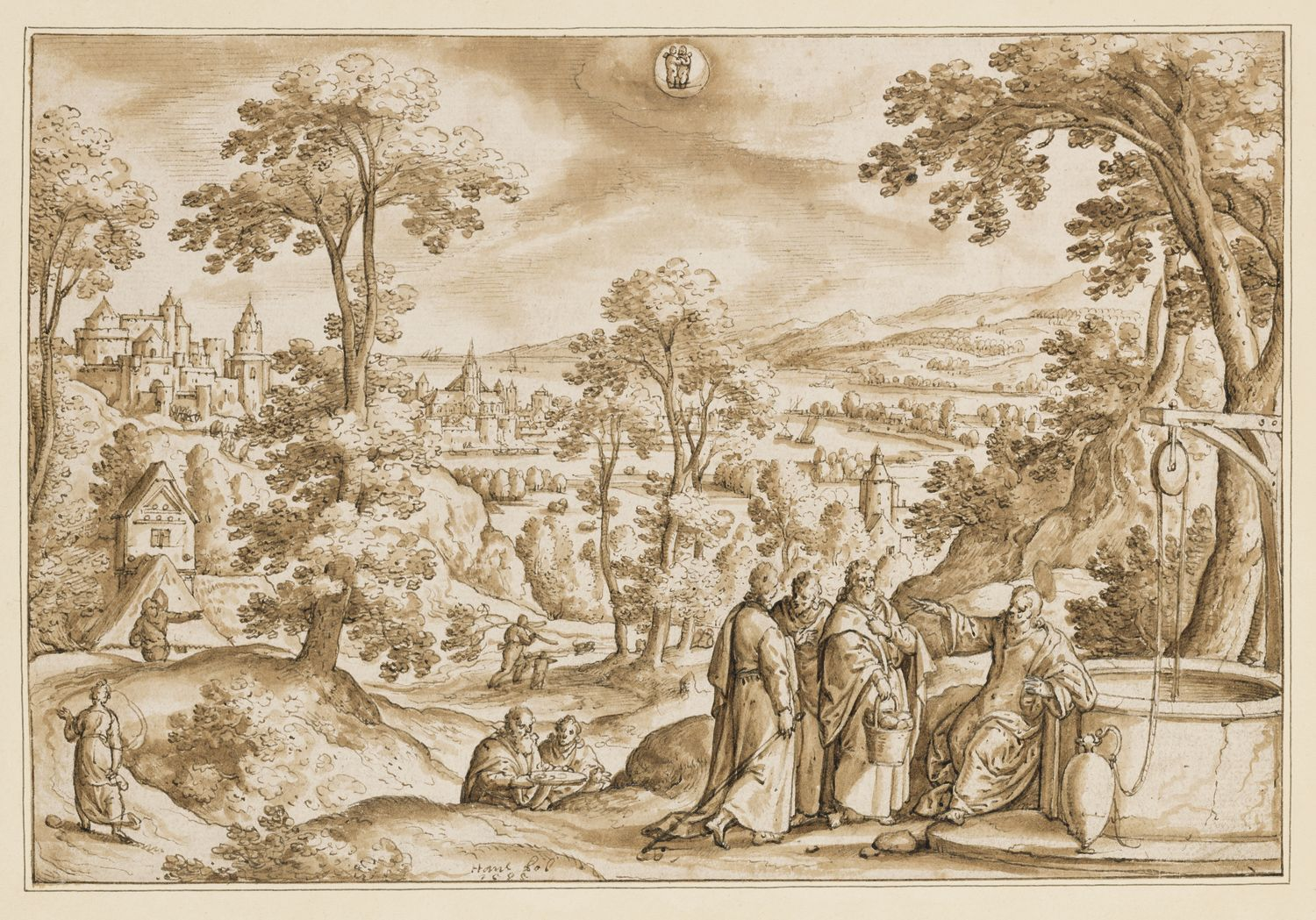
Mei - Jezus en de Samaritaanse vrouw, (1585)
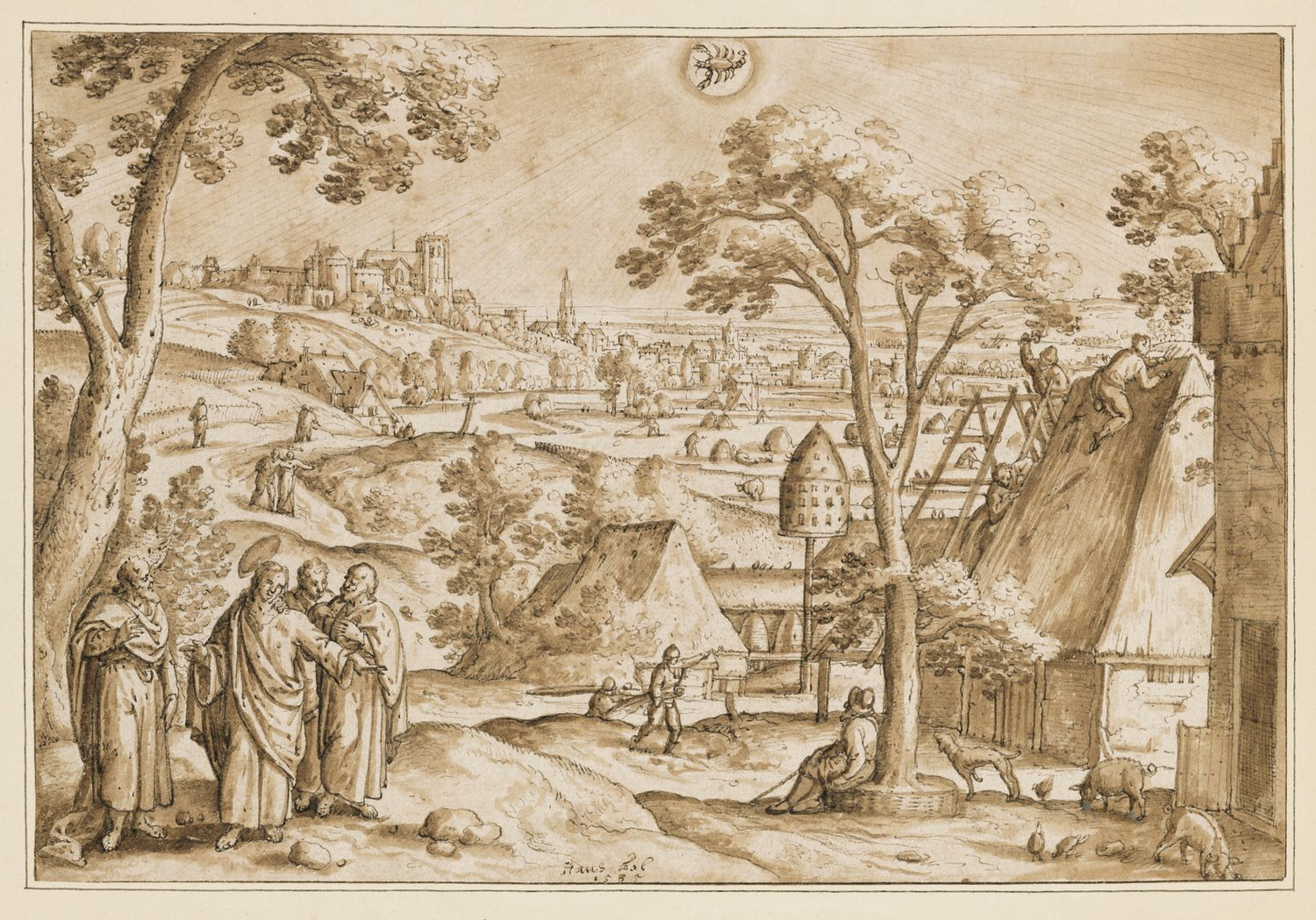
Juni - De parabel van de rijke dwaas (1585)
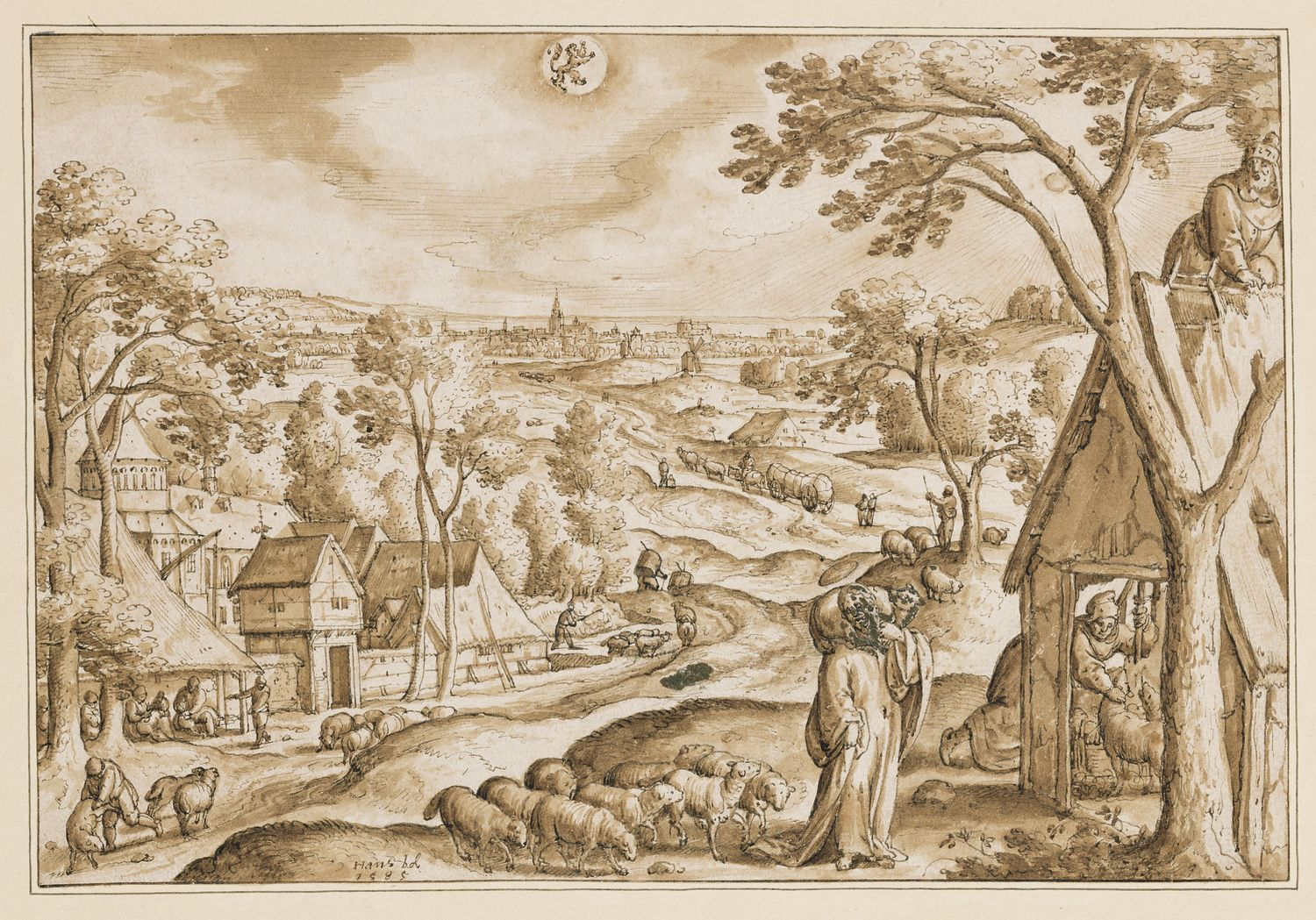
Juli - Jezus als goede herder (1585)
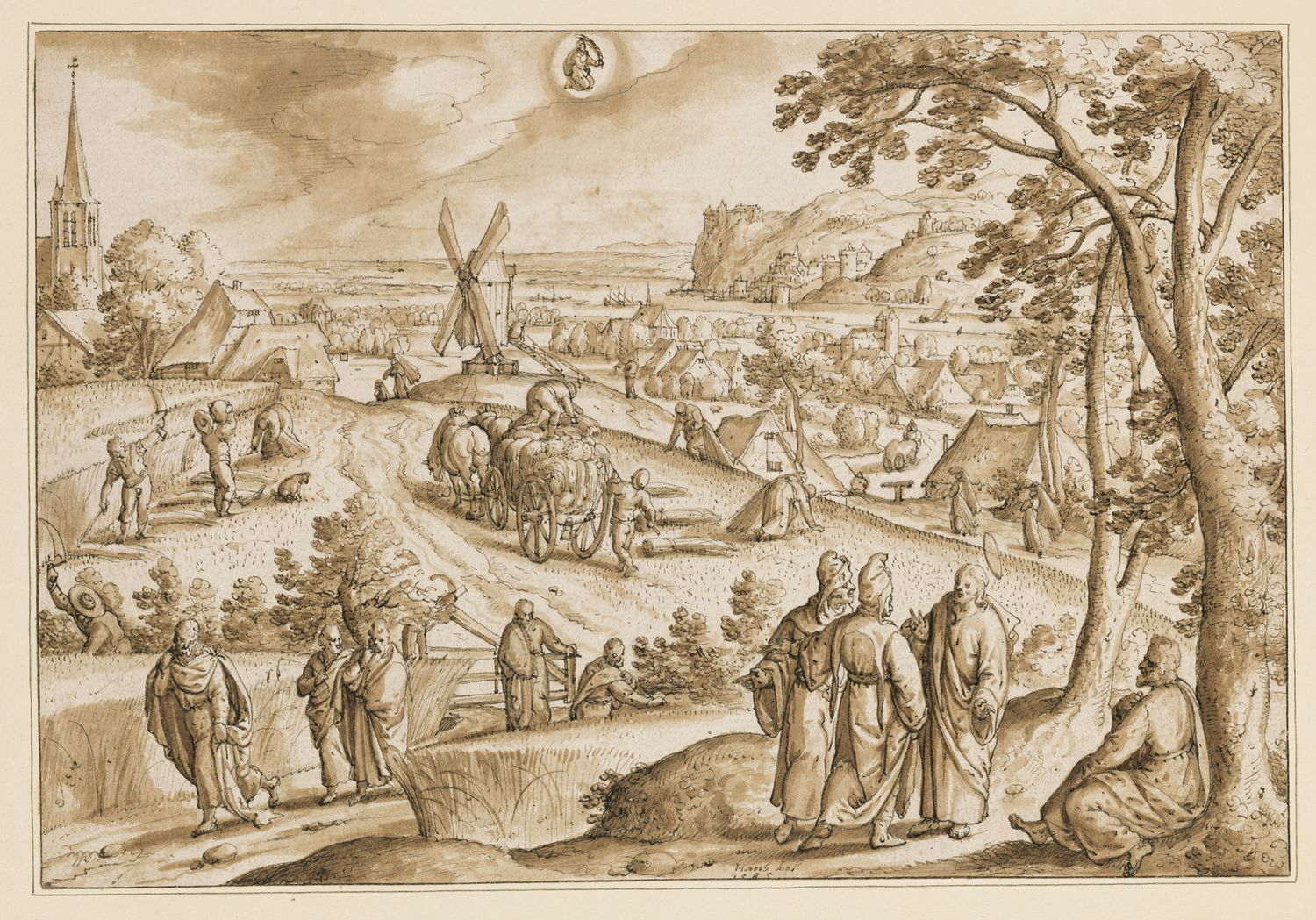
Augustus - Jezus discussiërende met de farizeeën over het plukken van de korenaren op de sabbat (1585)
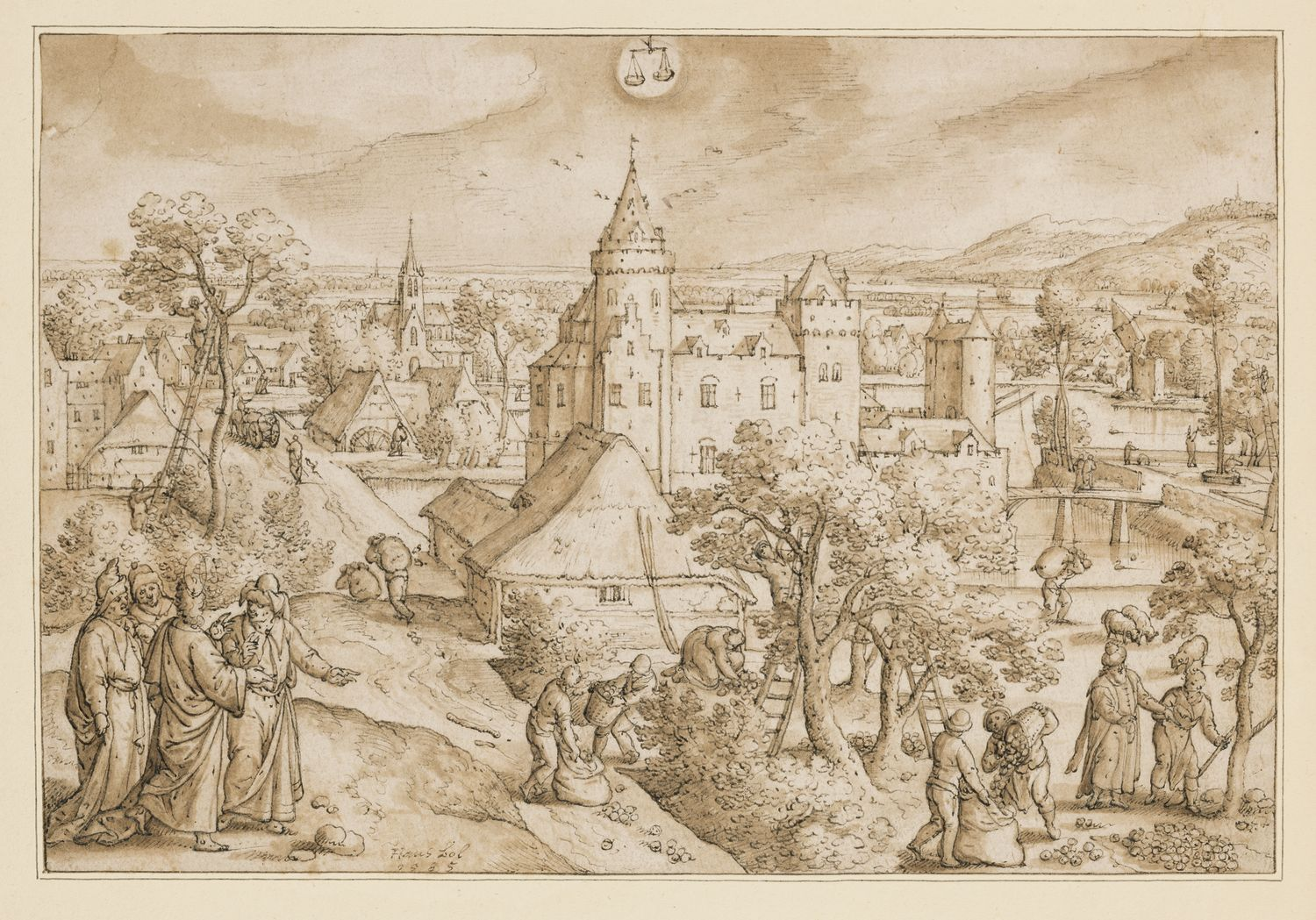
September - De parabel van de dorre vijgenboom (1585)
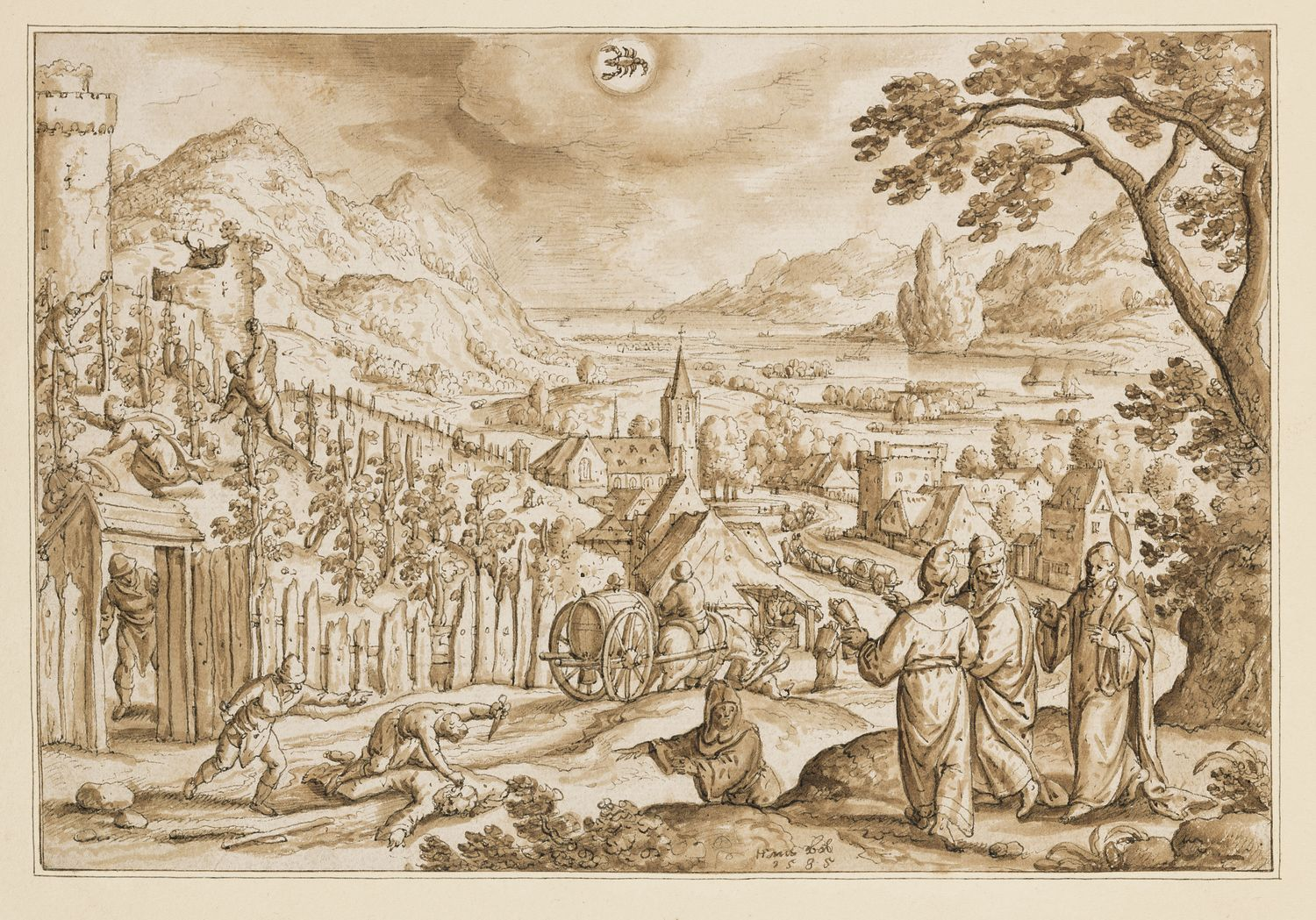
Oktober - de parabel van de wijngaard en de onrechtvaardige pachters (1585)
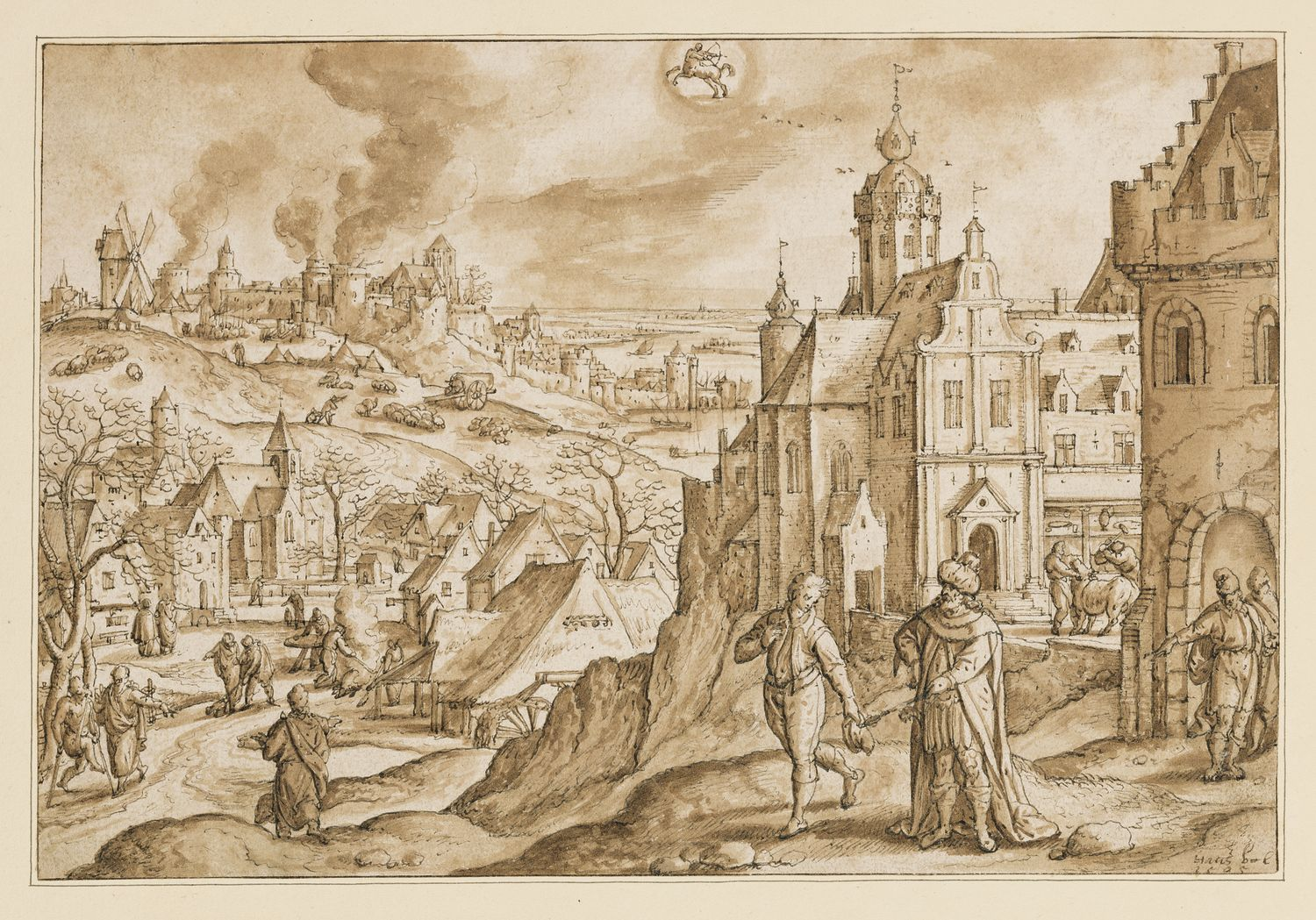
November - De parabel van het Koninklijk Bruiloftsmaal (1585).
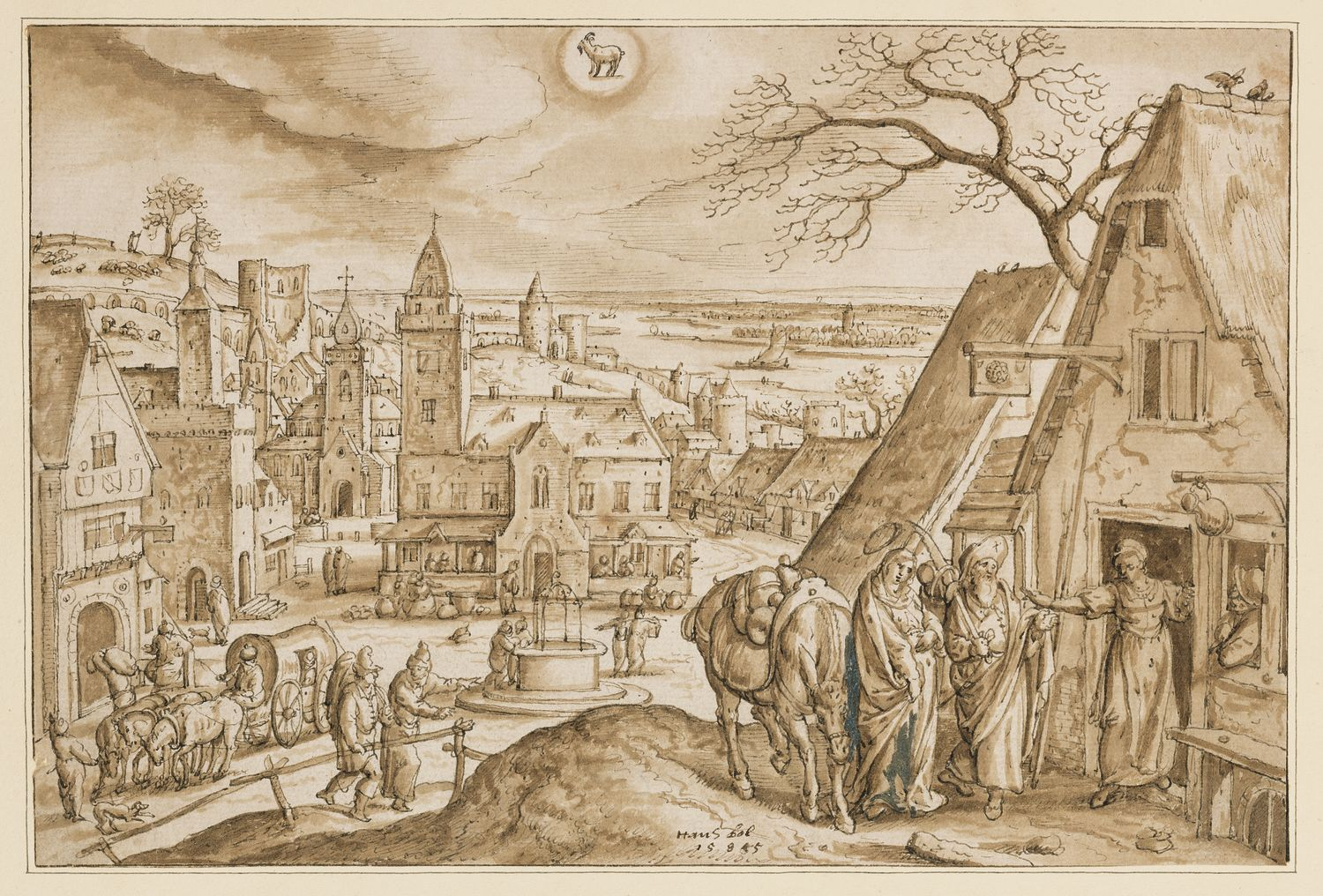
December - Maria en Jozef worden niet toegelaten in de herberg (1585)